# Polypedilum
Genre
Polypedilum est un genre de moucherons non piqueurs de la famille des Chironomidae, de la sous-famille Chironominae, de la tribu des  Chironomini. C'est probablement le genre de chironomes le plus riche en espèces. Les larves de Polypedilum sont également probablement parmi les invertébrés les plus abondants dans les étangs eutrophes, atteignant des densités allant jusqu'à 1200 larves par mètre carré.

## Sous-genres et espèces
- Sous-genre Cerobregma Zhang & Wang 1999
  - P. paucisetum Zhang & Wang, 2009)

- Sous-genre Pentapedilum Kieffer, 1913
  - P. botiense Oyewo & Sæther, 2008[2]
  - P. scirpicola (Kieffer, 1921)
  - P. botosaneanui Oyewo & Sæther, 2008[2]
  - P. camposense Oyewo & Sæther, 2008[2]
  - P. exsectum (Kieffer, 1916)
  - P. intuber Oyewo & Sæther, 2008[2]
  - P. nubens (Edwards, 1929)
  - P. reei Oyewo & Sæther, 2008[2]
  - P. sordens (van der Wulp, 1874)
  - P. tissamaharense Oyewo & Sæther, 2008[2]
  - P. tritum (Walker, 1856)
  - P. wittei (Freeman, 1955)

- Sous-genre Polypedilum Kieffer, 1912
  - P. acutum Kieffer, 1915
  - P. albicorne (Meigen, 1838)
  - P. albosignatum Kieffer, 1925
  - P. amoenum Goetghebuer, 1930
  - P. arundineti (Goetghebuer, 1921)
  - P. barboyoni Serra-Tosio, 1981
  - P. dudichi Berczik, 1957
  - P. fallax (Johannsen, 1905)
  - P. intermedium Albu & Botnariuc, 1966
  - P. laetum (Meigen, 1818)
  - P. lene (Becker, 1908)
  - P. nubeculosum (Meigen, 1804)
  - P. nubifer (Skuse, 1889)
  - P. octopunctatum (Thunberg, 1784)
  - P. pedestre (Meigen, 1830)
  - P. vanderplanki Hinton, 1951

- Sous-genre Probolum Anderson & Sæther, 2010[3]
  - P. marcondesi Pinho & Mendes, 2010[3]
  - P. excelsius Townes sensu Grodhaus & Rotramel, 1980
  - P. simantokeleum Sasa, Suzuki & Sakai, 1998
  - P. bullum Zhang & Wang, 2004
  - peut-être Polypedilum longinervis (Kieffer, 1922)
  - peut-être Polypedilum (Uresipedilum) excelsius Townes, 1945

- Sous-genre Tripodura Townes, 1945
  - P. acifer Townes, 1945
  - P. aegyptium Kieffer, 1925
  - P. akani Bjørlo, 2001[4]
  - P. amplificatus Bjørlo, 2001[4]
  - P. amputatum Bjørlo, 2001[4]
  - P. apfelbecki (Strobl, 1900)
  - P. bicrenatum Kieffer, 1921
  - P. chelum Vårdal, 2001[4]
  - P. dagombae Bjørlo, 2001[4]
  - P. elongatum Albu, 1980
  - P. ewei Bjørlo, 2001[4]
  - P. malickianum Cranston, 1989
  - P. ogoouense Bjørlo, 2001[4]
  - P. patulum Bjørlo, 2001[4]
  - P. pulchrum Albu, 1980
  - P. pullum (Zetterstedt, 1838)
  - P. quadriguttatum Kieffer, 1921
  - P. scalaenum (Schrank, 1803)
  - P. spinalveum Vårdal, 2001[4]
  - P. tetracrenatum Hirvenoja, 1962

- Sous-genre Uresipedilum Oyewo & Sæther, 1998
  - P. convictum (Walker, 1856)
  - P. cultellatum Goetghebuer, 1931
  - P. marsafae Ghonaim, Ali & Osheibah, 2005
  - P. minimum Lin, Qi, Zhang & Wang, 2013[5]